# Azochis pieralis
Azochis pieralis là một loài bướm đêm trong họ Crambidae.